# Hermann Klee (Komponist)
Hermann Klee (* 9. September 1883 in Rendsburg bei Hamburg; † 20. August 1970 in Timișoara (deutsch Temeswar), Sozialistische Republik Rumänien) war ein deutscher Komponist, Dirigent und Hochschulprofessor.

## Leben

### Deutschland
Hermann Klee wurde am 8. September 1883 in Rendsburg bei Hamburg geboren. Schon zur Zeit seines Studiums am Hamburger Konservatorium entstanden seine ersten Kompositionen. Zur gleichen Zeit (1904) war Klee auch Dirigent der Gutenberg-Liedertafel in Hamburg-Altona. Außer Liedern entstand 1903 die Musik zu dem Festspiel Frühlingserwachen, und ein Jahr später trat er als Orchesterdirigent auf und erarbeitete seine ersten Operettenarrangements. 1904 spielte Klee im Orchester der Dresdner Philharmonie und 1905 im Berliner Philharmonischen Orchester.

### Rumänien

#### Beszterce
1909 bewarb sich Hermann Klee in Beszterce (heute Bistrița, deutsch Bistritz) in Siebenbürgen um die Stelle des Chormeisters, Musiklehrers und Organisten. Hier wirkte er bis 1919, dem Jahr, in dem er nach Cluj-Napoca (deutsch Klausenburg) umzog, um als Dirigent des Opernchores Cluj-Napoca tätig zu werden. Klee befasste sich ausdrücklich mit dem rumänischen Volkslied. Oft dirigierte er Werke rumänischer Komponisten. Bereits während der Bistritzer Jahre führte er Kompositionen von Tiberiu Brediceanu und Gheorghe Dima auf.

#### Cluj-Napoca
Tiberiu Brediceanu, ein aus Lugosch stammender bedeutender Komponist und Folklorist, war damals Leiter der Oper Cluj-Napoca. In Cluj-Napoca entstanden in den Jahren 1919–1946 seine bedeutendsten Werke: die Märchenoper Făt frumos (Uraufführung 1924) und Es tagt (Se face ziua) (1926). Es entstanden auch die Gesänge Zarathustra und Venedig nach  Friedrich Nietzsche, das symphonische Poem Lancelot, die Ballade, die Sinfonietta in C-Dur und die Suite Dorfleben, außerdem viele deutsche und rumänische Lieder Chöre und Klavierstücke. 1920 wurde Klee zum Professor für Theorie, Kontrapunkt, Harmonie und Komposition an das Konservatorium Cluj-Napoca berufen.

#### Timișoara
Nach der Teilung Siebenbürgens durch den Wiener Schiedsspruch 1940, als Rumänien Nordsiebenbürgen an Ungarn abtreten musste, siedelte die Rumänische Oper Cluj-Napoca und mit ihr Klee nach Timișoara um. 1946 wurde Klee Chor- und Orchesterleiter an der neugegründeten Staatsoper Timișoara. Unter der musikalischen Leitung Klees wurden unter anderem Aida, Cavalleria rusticana, La Bohème, Carmen, Eugen Onegin, Figaros Hochzeit, Rigoletto, Faust, Don Pasquale, Ana Lugojana und Das Dreimäderlhaus auf die Bühne gebracht. In Timișoara entstand das vokal-symphonische Poem Es geht ein Liedchen im Volke und das Ballett Der  goldene Apfel.  Ebenfalls in Timișoara schuf er die Kammermusikstücke Aus der Puppenstube (für Klavier) und Reverie (für Harfe).
Klee starb am 22. August 1970 in Timișoara. Die meisten seiner Werke sind nur in Handschriften erhalten geblieben. Das kompositorische Werk Klees ist noch nicht abschließend gesichtet. Sein Nachlass befindet sich als Schenkung der Witwe Klees im Banater Museum in Timișoara.

## Kompositionen

### Opern
- Märchenoper Făt frumos, Uraufführung Cluj-Napoca 1924
- Oper Es tagt (Se face ziua), Cluj-Napoca 1926

### Kammermusik
- Träumerei für Klavier, Uraufführung Budapest 1915
- Aus der Puppenstube (für Klavier), Timișoara
- Reverie (für Harfe), Timișoara

### Chormusik
- Zwei Gesänge für Männerstimmen, Uraufführung Leipzig 1912
- Gesang der Werkleute, 1912
- Der Tanz, 1914
- Gesänge Zarathustra und Venedig, Cluj-Napoca
- Männerchor, 1937
- Die Schwalbe
- Der Kuckuck

### Lieder
- Sechs Lieder für Singstimme und Klavier, Timișoara 1942

### Symphonische Musik
- Lancelot, Hamburg 1903
- Ballade für großes Orchester, 1910
- Sinfonietta in C-Dur, Bistritz 1913
- Das Leben auf dem Lande, 1950
- Es geht ein Liedchen im Volk, Timișoara 1956
- Ballett Der  goldene Apfel, Timișoara

## Dirigent
- Aida
- Cavalleria rusticana
- Boheme
- Carmen
- Eugen Onegin
- Figaros Hochzeit
- Rigoletto
- Faust
- Don Pasquale
- Ana Lugojana
- Das Dreimäderlhaus

## Auszeichnungen und Ehrungen
- Meritul Cultural Cavaler I. Klasse (1922)
- Meritul Cultural Cavaler II (1946)
- Artist emerit (Verdienter Künstler)
- Ehrenmitglied des rumänischen Komponistenverbands (1968)